# 313年
| 千纪： | 1千纪                                                                                           |
| 世纪： | 3世纪 \| 4世纪 \| 5世纪                                                                         |
| 年代： | 280年代 \| 290年代 \| 300年代 \| 310年代 \| 320年代 \| 330年代 \| 340年代                       |
| 年份： | 308年 \| 309年 \| 310年 \| 311年 \| 312年 \| 313年 \| 314年 \| 315年 \| 316年 \| 317年 \| 318年 |
| 纪年： | 癸酉年（鸡年）；西晋永嘉七年，建兴元年；成汉玉衡三年；前赵嘉平三年                              |

## 大事记
- 中國
  - 司馬睿以祖逖為奮威將軍、豫州刺史，祖逖開始北伐。
  - 二月，匈奴汉国刘聪杀晋怀帝司马炽。[1]
  - 四月，晋愍帝司马邺在長安即皇帝位。[1]
  - 四月，石勒派石虎攻打鄴城，鄴城潰敗，劉演逃奔廩丘，三台的流民全部向石勒投降。後又派孔萇攻定陵，殺兗州刺史田徽，王浚所任的青州刺史薄盛歸降石勒，山東地區各個郡縣相繼被石勒奪取。
  - 八月，武昌太守陶侃迎擊杜弢，杜弢大敗並撤至長沙。
  - 高句麗美川王侵略原漢四郡的最後一郡——樂浪郡，從此在朝鮮半島北部處於強勢。
  - 前燕建立者慕容皝之父慕容廆之庶兄慕容吐谷浑從陰山南下，至隴西之地枹罕（今甘肅省臨夏）。以此為根據地建立吐谷浑。
- 罗马帝国
  - 李錫尼擊敗了伽列里烏斯的外甥馬克西米努斯而成為羅馬東部的唯一統治者，從此與君士坦丁一世分治羅馬東、西部11年。
  - 君士坦丁與李錫尼发布米兰敕令，标志着帝国对基督教迫害的全面结束，基督教在罗马得到合法承认。[2]

## 逝世
- 馬克西米努斯，羅馬帝國東部皇帝伽列里烏斯的外甥、養子，後自立羅馬帝國東部皇帝（在位時間305年至313年）。